# Bossier City
Bossier City è una città degli Stati Uniti d'America, nella parrocchia civile di Bossier, nello Stato della Louisiana.
Forma un'unica area metropolitana con la città gemella di Shreveport che si trova sull'altra sponda del Red River ed è notevolmente più grande.